# Janusz Elsner
Janusz Witold Elsner (ur. 29 października 1928 w Warszawie, zm. 15 sierpnia 1996 w Częstochowie) – polski uczony, mechanik, profesor i rektor Politechniki Częstochowskiej, członek Polskiej Akademii Nauk.

## Życiorys
Był synem Witolda (inżyniera leśnika) i Zofii z Choroszewskich. W 1953 roku rozpoczął studia na Wydziale Budowy Maszyn Politechniki Częstochowskiej. W 1958 roku uzyskał absolutorium z zakresu Maszyn i Urządzeń Energetycznych i został asystentem technicznym w Katedrze Maszyn Cieplnych. Pracę magisterską obronił w 1959 roku. Doktorat nauk technicznych obronił w 1968 na Politechnice Łódzkiej  na podstawie pracy Wpływ turbulencji wstępnej na ewolucję śladów krawędziowych palisady łopatkowej. Habilitację (1972) obronił na Wydziale Mechanicznym Politechniki Łódzkiej na podstawie rozprawy Uogólnione prawo rozwoju pola prędkości w turbulentnym anizotropowym strumieniu palisadowym. W Katedrze Maszyn Cieplnych, a później w Instytucie Maszyn Cieplnych, przeszedł wszystkie stopnie kariery nauczyciela akademickiego, uzyskując w roku 1977 tytuł profesora nadzwyczajnego, a w roku 1989 profesora zwyczajnego Politechniki Częstochowskiej. W latach 1984–1990 pełnił funkcję rektora uczelni. W 1991 powołany na członka korespondenta Polskiej Akademii Nauk, od 1993 przewodniczył Komitetowi Mechaniki PAN.
Specjalizował się w hydromechanice i aeromechanice. Opublikował m.in. Współpraca pomp z siecią. Zbiór zadań (1963), Turbulencja przepływów (1987), Aerodynamika palisad łopatkowych (1988), Metrologia turbulencji przepływów (1995, z  S. Drobniakiem).
Był żonaty z Wandą z Kopczyńskich.